# Iridomyrmex mapesi
Iridomyrmex mapesi é uma espécie de formiga do gênero Iridomyrmex.